# Люба (уезд)
Люба́ (кит. упр. 留坝, пиньинь Liúbà) — уезд городского округа Ханьчжун провинции Шэньси (КНР).

## История
При империи Цин в 1765 году из южной части уезда Фэнсянь и северной части уезда Баочэн (褒城县) был создан Любаский комиссариат (留坝厅). После Синьхайской революции в Китае была проведена реформа структуры административного деления, и комиссариаты были преобразованы в уезды — так в 1913 году появился уезд Люба.
Во время гражданской войны этот регион был занят войсками коммунистов в декабре 1949 года. В 1951 году был создан Специальный район Наньчжэн (南郑专区), и уезд вошёл в его состав. В октябре 1953 года Специальный район Наньчжэн был переименован в Специальный район Ханьчжун (汉中专区). В 1958 году уезд Люба был расформирован, а его территория разделена между городом Ханьчжун и уездом Фэнсянь Специального района Баоцзи (宝鸡专区). В январе 1961 года уезд Люба был воссоздан. В 1969 году Специальный район Ханьчжун был переименован в Округ Ханьчжун (汉中地区).
В 1996 году постановлением Госсовета КНР были расформированы округ Ханьчжун и город Ханьчжун, и образован городской округ Ханьчжун.

## Административное деление
Уезд делится на 1 уличный комитет и 7 посёлков.